# Gutha
Gutha is een plaats in de regio Mid West in West-Australië.

## Geschiedenis
In 1846 verkende Augustus Charles Gregory de streek, in 1869 John Forrest en in 1876 Ernest Giles. Op het einde van de 19e eeuw vestigden zich veetelers, sandelhoutsnijders en mijnbouwers in de streek. Ze maakten gebruik van Aboriginesgidsen en hun waterbronnen. In 1870 werd goud gevonden nabij Peterwangey en rondom Wooltana werd koper gedolven. In het begin van de 20e eeuw vestigden de eerste landbouwers zich in de streek.
Begin 1913 besliste de overheid dat er aan de spoorweg tussen Wongan Hills en Mullewa een nevenspoor ('siding') zou komen. De districtslandmeter stelde de naam 'Muthingutha' voor het nevenspoor voor, de Aboriginesnaam voor een nabijgelegen rots waar water in bleef staan. Toen in 1914 een dorp aan het nevenspoor werd gesticht, noemde de overheid het Gutha.
In 1938 werd een gemeenschapszaal, de 'Gutha Hall', gebouwd.
Gutha was tot 1 februari 2019 een verzamel- en ophaalpunt voor de oogst van de in de streek bij de Co-operative Bulk Handling Group aangesloten graanproducenten.

## Beschrijving
Gutha maakt deel uit van het lokale bestuursgebied (LGA) Shire of Morawa, een landbouwdistrict met Morawa als hoofdplaats.
In 2021 telde Gutha 41 inwoners.

## Ligging
Gutha ligt 387 kilometer ten noorden van de West-Australische hoofdstad Perth, 162 kilometer ten oostzuidoosten van Geraldton en 36 kilometer ten noordwesten van Morawa.
De spoorweg in Gutha maakt deel uit van het goederenspoorwegnetwerk van Arc Infrastructure.

## Externe link

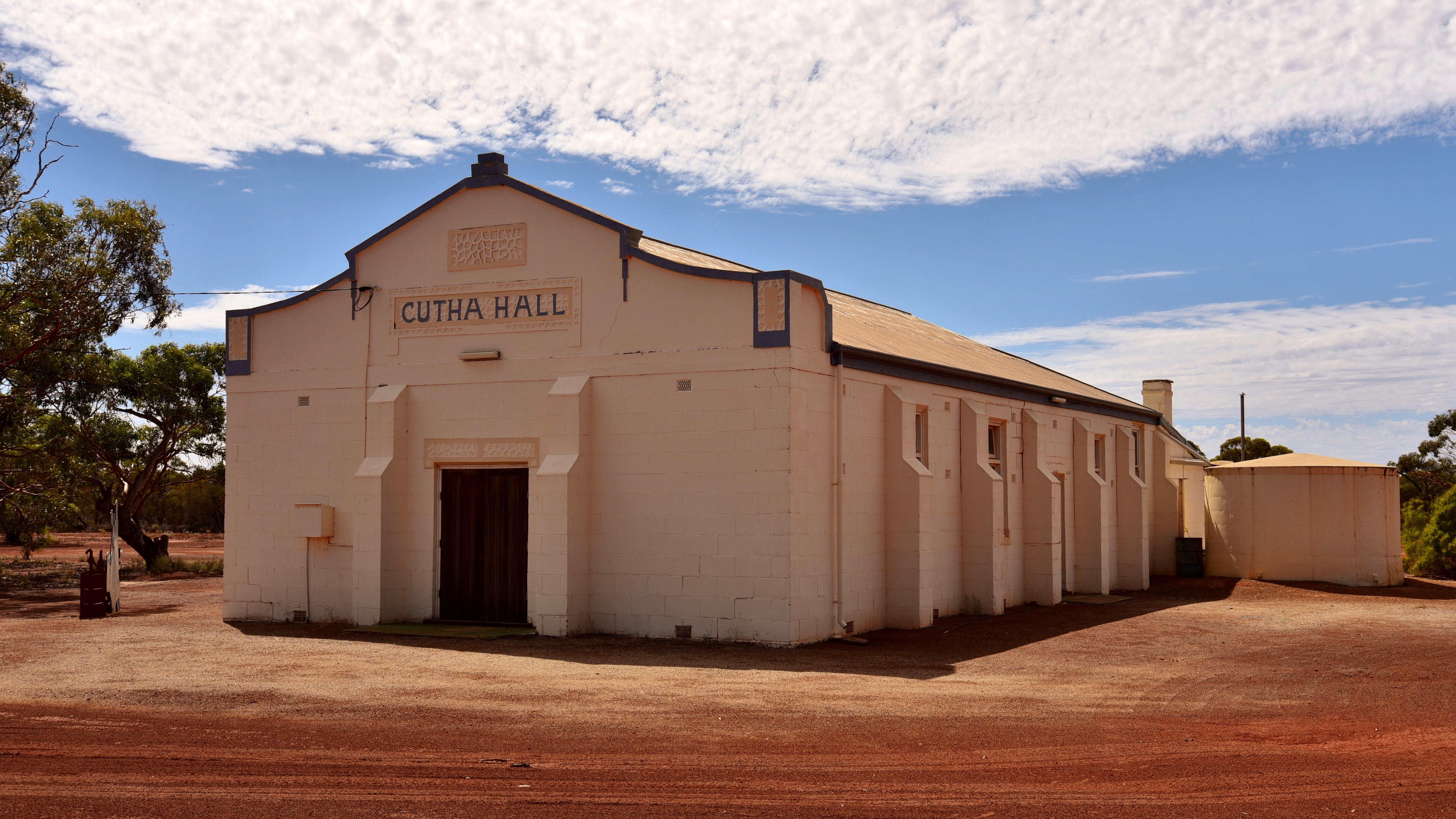
'Gutha Hall' in 2018